# Schoenlandella minuta
Schoenlandella minuta är en stekelart som först beskrevs av Cresson 1873.  Schoenlandella minuta ingår i släktet Schoenlandella och familjen bracksteklar. Inga underarter finns listade i Catalogue of Life.